# ÖFB-Cup 1974-1975
La ÖFB-Cup 1974-1975 è stata la 41ª edizione della coppa nazionale di calcio austriaca.

## Ottavi di finale
| Squadra 1            | Risultato       | Squadra 2          |
| -------------------- | --------------- | ------------------ |
| 12 ottobre 1974      |                 |                    |
| LASK                 | 2 - 1 (dts)     | Austria Klagenfurt |
| Donawitzer SV Alpine | 0 - 2           | First Vienna       |
| Rapid Vienna         | 2 - 1           | Admira/Wacker      |
| Sturm Graz           | 3 - 0           | Höchst             |
| Austria Salisburgo   | ? - ? (6-7 dtr) | VÖEST Linz         |
| 13 ottobre 1974      |                 |                    |
| Simmering            | 0 - 3           | SSW Innsbruck      |
| Admira Linz          | ? - ? (7-8 dtr) | Wr. Neustädter     |
| Vorarlberg           | 2 - 1           | Wiener SC          |

## Quarti di finale
| Squadra 1      | Risultato   | Squadra 2      |
| -------------- | ----------- | -------------- |
| 29 marzo 1975  |             |                |
| Vorarlberg     | 1 - 0 (dts) | Wr. Neustädter |
| 15 aprile 1975 |             |                |
| Sturm Graz     | 1 - 0 (dts) | LASK           |
| 16 aprile 1975 |             |                |
| SSW Innsbruck  | 5 - 1       | First Vienna   |
| VÖEST Linz     | 2 - 1       | Rapid Vienna   |

## Semifinale
| Squadra 1      | Risultato | Squadra 2     |
| -------------- | --------- | ------------- |
| 23 aprile 1975 |           |               |
| Sturm Graz     | 3 - 1     | Vorarlberg    |
| VÖEST Linz     | 2 - 1     | SSW Innsbruck |
| 30 aprile 1975 |           |               |
| Vorarlberg     | 2 - 4     | Sturm Graz    |
| SSW Innsbruck  | 1 - 0     | VÖEST Linz    |

## Finale
| Squadra 1      | Risultato | Squadra 2     |
| -------------- | --------- | ------------- |
| 17 giugno 1975 |           |               |
| SSW Innsbruck  | 3 - 0     | Sturm Graz    |
| 25 giugno 1975 |           |               |
| Sturm Graz     | 2 - 0     | SSW Innsbruck |